# Сура Аль-Марідж
Сура Аль-Марідж (араб. سورة المعارج‎) або Сходи — сімдесята сура Корану. Мекканська, містить 44 аяти.